# Deuce (музыкант)
А́рон Э́рликман (Aron Erlichman; 2 марта 1983 года, Лос-Анджелес, США), более известный под сценическим псевдонимом Deuce (ранее Tha Prodeuca) — американский музыкант и продюсер. Бывший фронтмен и один из создателей рэп-рок-группы Hollywood Undead.
Арон Эрликман начал свою музыкальную карьеру в 2001 году, участвовал в гаражной группе «3 Tears», в которой участвовали его будущие коллеги в «Hollywood Undead» J-dog (Джорел Деккер), J3T (Джордж Артур Рейган) и Charlie Scene (Джордан Террел). В 2005 году загрузил в сеть свои первые несколько треков. В том же году он, вместе со своим другом Джорелом Деккером (Jorel Decker), решил основать группу Hollywood Undead. Эрликман являлся продюсером группы и одним из её основных вокалистов. Арон сам написал первую песню группы «The Kids», поделившись куплетами с друзьями, прорекламировал группу с помощью своего друга Джефри Стара. Он был единственным членом группы, который принимал участие почти во всех её треках до того, как произошли конфликты с членами группы, вследствие чего музыкант покинул группу.
После ухода из группы Эрликман занялся сольной карьерой. Он подписал контракт с лейблом «Five Seven Music», на котором 24 апреля 2012 года выпустил свой дебютный сольный альбом Nine Lives. Альбом дебютировал на 37 позиции в американском чарте Billboard 200 с более чем 11 000 проданных копий альбома за первую неделю.
Эрликман также выступил участником движения «Nine Lives» (часто стилизовано как «9LIVES» или «IX LIVES»), созданного Варданом Асланяном (The Truth).

## Биография
Арон Эрликман родился 2 марта 1983 года в Лос-Анджелесе. Его родители — Александр и Рита Эрликманы выходцы из СССР, переехавшие в Америку в 70-х годах.

### Начало музыкальной карьеры (2001—2005)
Эрликман начал заниматься музыкой в начале 2001 года. В 2005 году он загрузил свои первые четыре трека — «Franny», «Surface Air», «Breaking Through» и «Sometimes» — на сайт американского музыкального интернет-сообщества англ. Broadjam. Арон так писал о себе и своей музыке:
Я сочиняю и записываю свои собственные песни уже около 4 лет. Я из Голливуда, Калифорния. И сейчас я создаю гораздо больше песен. Я бы хотел, чтобы мои треки попали в телевизионные фильмы и на большой экран. Я чувствую, что они отлично подойдут для кино.
Оригинальный текст (англ.)I have been writing/recording my own songs for about 4 years now. I am from hollywood , california. I am creating alot more songs at the moment too. Im interested in getting some of these songs in tv shows or big movies. I feel that they would fit great in movies.
В феврале 2012 года на Broadjam.com появились ещё три его трека раннего периода: «Far Away», «Dreams» и «Fallen Stone».

### Hollywood Undead (2005—2009)
В 2005 году, совместно со своими другом Джорелом Декером (J-Dog), Арон основал группу Hollywood Undead, в которой он являлся продюсером и одним из ведущих вокалистов. Позже к ним присоединились друзья: Johnny 3 Tears (Джордж Рейган), Shady Jeff (Джефф Филлипс), Funny Man (Дилан Алварез), Charlie Scene (Джордан Террелл), Da Kurlzz (Мэттью Бусек). J-Dog в одном из своих интервью пояснил, что группа создавалась «из тех, кто был в комнате в то время». В то же время группа записала и выложила в сеть свою первую песню — «The Kids». Арон начал записывать песни в группе под псевдонимом The Prodeuca из-за своей роли в группе, затем сократил псевдоним до Prodeuca, a позже выделил из него Deuce. До того как Арон покинул группу, они выпустили свой дебютный альбом Swan Songs 2 сентября 2008 года. Альбом достиг 22-й позиции в американском чарте Billboard 200 — в первую неделю после выхода его продажи составили 21 000 экземпляров. Позже, группа выпустила два мини-альбома: Swan Songs B-Sides EP и Swan Songs Rarities EP. В 2009 году группа выпустила свой первый концертный альбом Desperate Measures, который занял 29 позицию в чарте Billboard 200.
Будучи в составе Hollywood Undead, в 2008 году Арон выпустил свой первый сольный мини-альбом The Two Thousand Eight EP, в который вошли четыре трека: «The One», «Gravestone», «Hollyhood Vacation» и «Deuce Dot Com». Через четыре года все четыре трека были переизданы для альбома Nine Lives. The Two Thousand Eight EP публиковался через онлайн-магазин iTunes Store. Однако вскоре после того как Арон покинул Hollywood Undead, альбом исчез из iTunes Store. Арон подал в суд на свой лейбл, обвинив его в нарушении контракта, и хотя впоследствии конфликт с лейблом был урегулирован, альбом так и не был переиздан.
В начале 2010 года группа объявила о том, что Арон покинул группу из-за музыкальных разногласий с её участниками. Намёки на то, что Арон ушёл из группы, появились ещё в конце 2009 года, когда он не принял участия в туре Vatos Locos Tour. Позже, Арона заменил Danny (Даниэль Мурильо), ведущий вокалист пост-хардкор-группы Lorene Drive. Летом 2010 года Арон выпустил песню «Story of a Snitch», в которой заявил, что его выгнали из группы, хотя он, как написал в своей песне, считал себя её важнейшим участником. Ответы на некоторые вопросы об уходе Арона из Hollywood Undead дали участники группы Johnny 3 Tears и Da Kurlzz в своём интервью BryanStars Interviews. Da Kurlzz заявил, что группе приходилось постоянно «прогибаться», чтобы удовлетворять множество запросов Арона, и выразил сомнение, что группе удалось бы выпустить новый альбом, если бы Арон в ней оставался. Johnny 3 Tears добавил, что Арон сдерживал их творческий потенциал в плане написания песен.
Позже группа отказалась комментировать эту ситуацию.
В интервью rock.com Charlie Scene рассказал версию Hollywood Undead о ситуации, которая привела к уходу Арона из группы:
Он хотел, чтобы во время тура его сопровождал личный ассистент. Ни у кого из нас не было личного ассистента. Нам это было не нужно, а он хотел, чтобы группа это оплачивала, и мы платили около четырёх месяцев. Потом мы сказали ему, что не собираемся платить 800 долларов в неделю за то, чтобы его приятель был с нами в турне. Мы отправились в аэропорт, чтобы вылететь на свой следующий тур, а он не явился. Мы недоумевали - что нам, чёрт возьми, делать? Мы позвонили ему — он не ответил. Так что в течение двух недель мне пришлось петь вместо него.
Оригинальный текст (англ.)He wanted to have his personal assistant come on the tour. None of us have personal assistants. We don't need that, and he wanted the band to pay for it and we did for like four months. After that we were like, 'we're not gonna pay $800 a week to have your buddy out on tour'. We went to the airport to fly out for our next tour, and he didn't show up. We were like, what the fuck do we do? We called him and he didn't answer. So for the first 2 weeks of that tour, I sang all his parts.

### Сольная карьера иNine Lives(2010—2013)

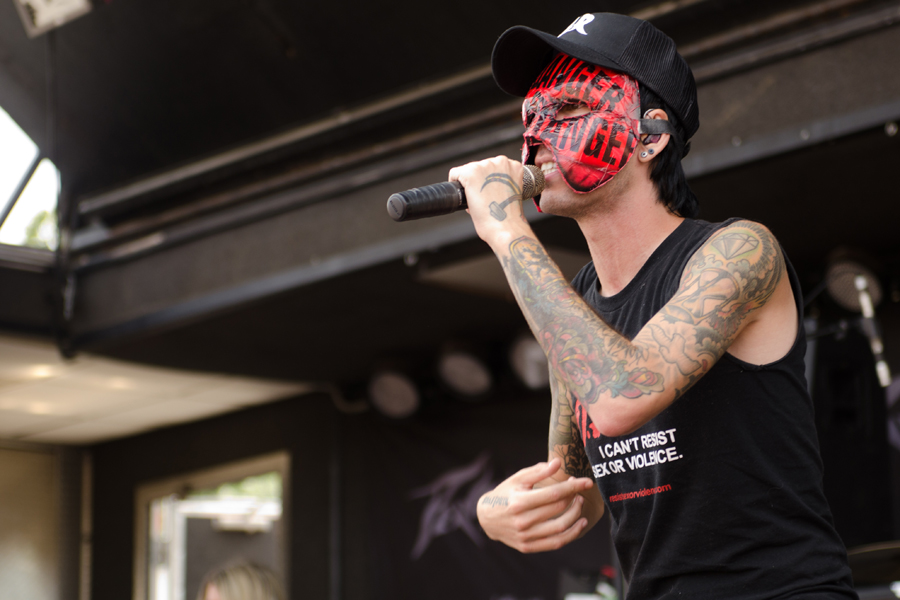
Арон выступает на Uproar Festival 2012

После ухода из Hollywood Undead Арон сформировал собственную одноимённую группу (более известную как 9Lives), которая ассистирует музыканту во время концертных выступлений. В состав группы вошли: гитарист и продюсер Джимми Юма (принимавший участие в написании и записи песни «This Love, This Hate» с альбома Swan Songs), барабанщик Тай Гэддис, сестра Арона — Арина Эрликман (выступающая под именем Arina Chloe) и рэперы — Брайан Лэй (b.LaY) и Вардан Асланян (Truth).
Изначально Арон намеревался выпустить свой дебютный альбом в 2010 году, однако не смог этого сделать из-за проблем с лейблом A&M/Octone Records, с которым он подписал контракт, будучи участником Hollywood Undead. Однако это не помешало ему выпустить несколько сольных ремиксов на песни таких известных исполнителей, как 50 Cent, Eminem, 2Pac и Jay-Z; в 2011 году большинство из этих ремиксов попали в его первый микстейп Call Me Big Deuce.
В сентябре 2010 года состоялось первое сольное выступление Арона на калифорнийском музыкальном фестивале Epicenter. Он выступил на разогреве у Эминема, Kiss, Papa Roach и многих других известных исполнителей.
Начиная с сентября 2010 года Арон выкладывал в сеть отрывки новых песен с готовящегося альбома и видео из студии. К концу 2011 года работа над альбомом была завершена, а дата его выхода была назначена на 27 марта 2012 года, однако позднее дата была перенесена на 24 апреля 2012 года. Альбом получил название Nine Lives и был издан на лейбле англ. Five Seven Music. Первый сингл с альбома, «Let’s Get It Crackin'», был выпущен 28 ноября 2011 года.
10 января 2012 года вышел второй сингл — «America», который изначально планировалось выпустить первым.
Третий сингл — «Help Me», который вышел 27 марта 2012 года, четвёртым синглом стал «Nobody Likes Me». В поддержку дебютного альбома Арон также дал концерт на Musique Plus в Канаде. Официальный релиз альбома «Nine Lives» состоялся 24 апреля 2012 года. В тот же день альбом появился в хит-параде рок-музыки на ITunes, стартовав со второй позиции.
В своем интервью Gibson Guitar Арон рассказал, что вдохновило его на написание песни «America». «Для меня настали странные времена, и я чувствовал себя по настоящему плохо. И тогда я сказал себе, что мне плевать насколько плоха моя жизнь, я просто приму её и обращу в свою пользу». Касательно сравнения Nine Lives с дебютным альбомом Hollywood Undead Swan Songs Арон высказался так: «В прошлый раз над альбомом работало множество людей, сейчас это только я. Раньше люди, которые не продюсировали альбом и не писали песни пытались что-то изменить, а сейчас есть только я, и я могу делать абсолютно все, что захочу».
В первую неделю после выхода было продано 11 425 копий альбома в США, что возвело его на 37 место в американском чарте Billboard 200.
В мае 2012 года вышел первый мини-альбом ремиксов Deuce Remixxxed EP, состоящий из семи ремиксов на песни «America» и «Let’s Get It Crackin'» из альбома Nine Lives. Альбом был выпущен на сайте soundcloud.com.
4 сентября 2012 года Арон выпустил «I Came To Party» в качестве пятого сингла из альбома Nine Lives. Для того чтобы сделать этот трек ещё более популярным, был придуман шуточный рекламный ход. В США было время предвыборных дебатов, и Арон воспользовался этим, пустив новость о том, что он тоже баллотируется в президенты Соединённых Штатов Америки. А на его аккаунте в Facebook можно было даже проголосовать за него. Этот же трек стал саундтреком фильма Снежные Девочки (Sno Babies), вышедший в 2020 году.
В 2013 году онлайн-журнал англ. Loudwire выбрал Арона в качестве «Нового исполнителя года» (англ. New Artist Of The Year), в голосовании Арон обошёл группу Falling In Reverse, Марка Тремонти и многих других менее известных исполнителей.

### Гастроли, Invincible и Nightmare EP (2013—2018)
14 февраля 2013 года песня «The One» была выпущена как шестой сингл с альбома Nine Lives, кроме оригинальной композиции из альбома сингл также содержал видеоклип к песне. В том же году Арон принимает участие в турне The Fight To Unite Tour 2013, в котором помимо него приняла участие рэпкор-группа Kottonmouth Kings и многие другие исполнители.
В марте 2013 года Truth написал в своём твиттере, что он отходит от дел и больше не работает в музыкальной индустрии.
В мае Арон во второй раз принял участие в фестивале Rock on the Range. Он выступал на третий день после открытие фестиваля, на площадке Jägermeister Stage, вместе с группами Middle Class Rut, Thousand Foot Krutch и Beware of Darkness. Во время фестиваля Арон подтвердил информацию о том, что находится в процессе записи своего второго студийного альбома. Он также сказал, что надеется записать несколько песен совместно с другими исполнителями.
9 октября 2013 года Арон написал на своей странице в Facebook о том, что планирует выпустить совместный трек с Ронни Радке из Falling In Reverse ближе к Рождеству.
17 октября сестра Арона, Арина Хлоя, выпустила свой дебютный сингл названный «Will You Cry For Me», в котором также принял участие Арон.
21 января 2014 Арон подтвердил в Твиттере, что вновь работает с группой Blood on the Dance Floor — на этот раз над новой песней под названием «We’re Takin' Over».
28 марта 2014 года Арон впервые выступил за пределами Соединённых Штатов — в Москве, где Арон исполнил новую песню под названием «Nightmare» из своего предстоящего альбома и объявил, что её релиз состоится летом того же года.
В начале 2014 года хайпмен Брайан Лэй оставил группу для работы над собственным микстейпом «Initiation Part 2». В мае Арон объявил в Инстаграме, что его давний коллега и рэпер Gadjet станет новым бэк-вокалистом группы.
В октябре 2015 года Арон слил в сеть свой второй студийный альбом Invincible. Он получил хороший приём критиков и стал популярен, но вскоре был запрещён по всему миру за нарушение Ароном контрактных обязательств. Позже Арон объявил, что альбом будет всё же выпущен легально в середине 2016 года со включением нескольких новых песен.
В декабре 2016 года официальный твиттер «Eleven Seven Music» подтвердил выход альбома Deuce в 2017 году.
В начале октября 2017 Deuce представил 4 отрывка новых песен.
16 октября 2017 вышел первый сингл с нового альбома под названием «Here I Come». Сам Арон сказал, что это только начало.
27 октября 2017 вышел второй сингл под названием «Bitch This Is It».
3 ноября 2017 изменился внешний вид официального сайта Deuce’а. На нём можно было послушать первый и второй синглы, а также оформить предзаказ альбома на различных площадках (ITunes, Google Play, Spotify, Amazon). Задний фон сайта состоял из фотографий, сделанных на фотосессии, произошедшей за день до этого. Фото делал Джимми Юма. На этих фотографиях Арон одевал несколько вариантов хоккейных масок, ранее не показываемых.
В ночь на 10 ноября 2017 в ITunes появляется третий сингл под названием «World On Fire».
В период с 13 по 24 ноября Арон дает несколько блиц-интервью, в которых он говорит о планах насчет тура и нового альбома.
24 ноября 2017 в сети появляется четвёртый сингл под названием «Thank You». Этот сингл присутствовал в слитом альбоме 2015 года, однако в отличие от него, мастеринг и инструменталы этой версии были доработаны.
В ночь на 1 декабря 2017 альбом был выпущен. Он содержал 14 песен, в том числе несколько песен из слитого в 2015 году альбома. За 1 день альбом вышел на 20 место мирового чарта ITunes, и на 3 место среди рок-альбомов ITunes. 2 декабря 2017 альбом был официально выпущен во всём мире.
2 марта 2018 года, в день рождения Арона, неожиданно для всех вышел сборник под названием «Nightmare EP». Он включал в себя треки, находившиеся в альбоме «Invincible», слитом в 2015, однако вырезанных из версии 2017 года. Фанаты были очень рады тому, что Арон прислушивается к ним, а одноимённая песня «Nightmare» стала самой продаваемой в сборнике.

### Череда арестов и нынешняя жизнь (2018—настоящее время)
18 октября 2018 года за неадекватное поведение и нападение на полицейского. Арон был арестован в собственном доме. Потерпевшими по данному делу были признаны его мать и полицейский, в которого он плюнул при аресте. Арон пробыл 30 дней в тюрьме и получил 24 месяца испытательного срока. После первого ареста Арон не вернулся к родителям, а те в свою очередь переехали еще 2 раза.
Долгое время Арон не появлялся нигде, кроме полицейских сводок. Он был арестован еще несколько раз за драку и мелкое воровство. За кражу шоколадного батончика.
2 июля 2022 года был выпущен трек "Bring it Back" от рэпера Tha Anarchist, где Арон принял участие как гостевой вокалист.

## Музыкальный стиль
Стиль Арона относят к рэп-року, альтернативному року, кранккору, рэп-металу и хип-хопу. Большинство песен на альбоме Nine Lives исполнены в жанре хип-хоп и рэп-рок. Самую тяжёлую песню в альбоме — «America» — относят к стилям ню-метал и альтернативный метал. Анна Эриксон из журнала Loudwire назвала её «громкой, сильно подверженной влиянию тяжелого рока и чрезвычайно энергичной, подобно всему остальному альбому».
Райан Купер из Bring The Noise отметил, что песня «Now You See My Life» имеет много общего с творчеством Эминема.
Тексты, написанных Ароном песен, затрагивают разные тематики и меняются с течением времени. До того как основать Hollywood Undead, Арон писал песни, главной темой которых была любовь и личные переживания («Franny», «Sometimes», «Dreams»). После основания Hollywood Undead, Арон, вместе со своей с группой, начал писать как песни с сексуальным подтекстом, подходящие для исполнения в клубах («Pimpin’», «Everywhere I Go», «Bitches»), так и серьёзные и мрачные песни с более глубоким смыслом («Pain», «Young», «Paradise Lost»).
После ухода из группы Арон записал несколько песен о ней и о своем бывшем лейбле, с которым он подписал контракт когда был в группе. Так в песне «Help Me» Арон критикует музыкальную индустрию в целом и, в частности, свой бывший лейбл, A&M/Octone Records. В песне «Nobody Likes Me» Арон вместе с вокалистом Falling In Reverse Ронни Радке рассказывают о том, как они оба были преданы своими бывшими группами. Песня «Story of a Snitch» является диссом на Hollywood Undead. В этой песне Арон утверждает, что был изгнан из группы.

В одном из своих интервью Арон рассказал о написании песен и о том, что они значат для него:
В основном это просто идеи, которые я хочу донести до людей через свои слова и мелодии... Каждая песня несет в себе какой-то основной, простой смысл, а затем все слова в песне вертятся вокруг этой идеи.
Оригинальный текст (англ.)They’re just basically ideas that I’m presenting to people and I’m putting out there through my words and melodies... Each song has a basic simple meaning behind it and then all the words in the song revolve around that idea.

## Маска
Маска является неотъемлемой частью имиджа Арона. Он носил её ещё со времён основания Hollywood Undead. Первоначально это была простая хоккейная маска, с голубыми подтёками под глазами, рот был заклеен тремя полосками изоляционной ленты розового цвета. Она присутствует в первой версии клипа на песню «No. 5», а также на немногочисленных фотографиях Hollywood Undead раннего периода.
В 2008 году, перед выходом альбома Swan Songs маска претерпела первые изменения. Новая маска была сделана более профессионально, но вместе с тем сохранила старый дизайн. Маска стала более рельефной, приобрела серебряный цвет, разрез глаз стал более узким, рот как и прежде был заклеен тремя полосками розовой изоленты разной длины, но теперь в них появилась прорезь для рта. Эту маску можно увидеть в клипах Hollywood Undead на песни «Undead» и второй версии клипа «No. 5». В это же время у Арона появилась концертная маска сине-зелёного цвета, которая обычно использовалась во время выступлений, но её также можно увидеть в клипах на песни «Young» и «Everywhere I Go». 14 февраля 2012 года эта же маска, но с немного другим цветом, появилась в клипе на песню «The One».
После ухода из группы Арон не менял маску до конца 2011 года. Следующая маска была впервые представлена в клипе и на обложке сингла «Let’s Get It Crackin'». Маска покрыта небольшими квадратными зеркальными пластинами. В клипе America маска Арона раскрашена как флаг США.
В 2012 году Арон выпустил клип «I Came to Party», где он появился в новой маске. Вид маски напоминал старую, но обклеенную оранжевой изолентой с надписью «Danger».
В своём интервью журналу Lithium Арон рассказал, что ему нравится иметь возможность изменять свою маску в зависимости от тематики песни.

## Правовые вопросы

### A&M/Octone
20 февраля 2011 года Арон подал в суд на свой бывший лейбл, обвинив его в «нарушении контракта». В иске утверждалось, что Джеймс Динер, генеральный директор A&M/Octone Records, помешал ему в выпуске собственной музыки, так как счел его альбом недостаточно успешным в коммерческом плане.
В суде иск был рассмотрен в частном порядке, видимым результатом дела стал переход Арона на новый лейбл, а также сохранение дизайна маски и псевдонима. Арон прокомментировал эту ситуацию и рассказал, как она повлияла на запись его дебютного альбома:
Это только закалило меня и сделало сильнее. Необходимость сочинять, записывать и создавать целый альбом в то время, когда тебе мешают писать свою музыку, может оказаться слишком тяжелой, многие люди могут потерять из-за этого время и надежду. Но у меня есть опыт, со своей старой группой я записал столько песен, что такие ситуации практически не оказывают на меня никакого воздействия.
Оригинальный текст (англ.)It just made me tougher and stronger. Having to write, record and make a whole album during a period of time when your music's being taken down could be hard and a lot of people could lose duration or hope. But I have my skills, because I've written so much with my old band that it just didn't affect me too much

### Обвинение против Hollywood Undead (не подтверждено)
В октябре 2012 года Арон подал иск против отдельных участников своей бывшей группы. В иске утверждалось, что Джорел Деккер (J-Dog) и Дилан Алварес (Funny Man) избили его, когда он покидал один из Лос-Анджелесских клубов после очередного выступления. В драке также пострадал один из друзей Арона, который решился заступиться за него. Арон утверждал что в мае 2011 года, ровно за год до избиения 25 мая 2012 года Джордж Рейган прислал его другу, Бену Милнеру, сообщение, где угрожает Арону и его другу. Лимпрайт в этом сообщении не фигурирует..

## Группа
- Джимми Юма (Jimmy Yuma) — сопродюсер, соло-гитара, бэк-вокал (с 2008)
- Арина Эрликман (Arina Chloe) — клавишные, бэк-вокал (с 2010)
- Тай Гэддис (Tye Gaddis) — ударные, перкуссия (2010—2012, с 2013)
- Джэймс Клоппел (James Kloeppel) — ритм-гитара, бас-гитара (с 2014)
- Тони «Гаджет» Леонард (Tony «Gadjet» Leonard) — вокал, хайпмен (с 2014)

Бывшие участники:
- Вардан Асланян (Truth) — вокал, хайпмен (2008—2013)
- Джеффри "XXX" Уилкс – ударные (2008 — 2009)
- Концертные участники:
- Брайан Лэй (b.LaY) — вокал; бэк-вокал, хайпмен (2012—2014)

## Дискография

### В составе Hollywood Undead
- 2007 — Hollywood Undead
- 2007 — Never Goin' Down
- 2008 — Swan Songs
- 2008 — Undead/No.5 EP
- 2009 — Swan Songs B-Sides EP
- 2009 — Desperate Measures
- 2010 — Swan Songs Rarities EP
- 2010 — Black Dahlia Remixes

### Сольная карьера
- 2005 — Aron EP
- 2008 — The Two Thousand Eight
- 2011 — Call Me Big Deuce
- 2012 — Nine Lives
- 2012 — Remixxxed
- 2015 — Invincible ( Неофициальный релиз)
- 2017 — The Aron (EP) (Перевыпуск)
- 2017 — Invincible (Официальный Релиз)
- 2018 — Nightmare

## Награды и номинации
| Год  | Категория                        | Результат | Место |
| ---- | -------------------------------- | --------- | ----- |
| 2013 | Loudwire: New Artist Of The Year | Победа    | 1     |